# Cubo

Cubo (Matemateca Ime-Usp)

Il cubo o esaedro regolare è uno dei 5 solidi platonici, che presenta 6 facce quadrate, 8 vertici e 12 spigoli; in ogni vertice si incontrano tre spigoli i quali sono ortogonali due a due; in ogni vertice si intersecano anche tre facce le quali sono a due a due ortogonali; questo si accorda con il fatto che il poliedro duale del cubo è l'ottaedro, che presenta 8 facce triangolari, 6 vertici e 12 spigoli.
Il cubo è un parallelepipedo retto regolare, ed è un caso particolare di prisma quadrato e di trapezoedro.
Ogni cubo è caratterizzato dalla lunghezza a dei suoi spigoli. Tutti i cubi con gli spigoli della stessa lunghezza sono congruenti. Un cubo con gli spigoli di lunghezza a sottoposto ad una omotetia di fattore b/a diventa congruente con ogni cubo con gli spigoli di lunghezza b.

## Il cubo in geometria analitica
Molte proprietà del cubo sono ottenibili facilmente con strumenti della geometria analitica. Consideriamo cubi riferiti a una terna di riferimento cartesiana ortogonale, rispetto alla quale il punto variabile dello spazio sia individuato dalla terna {\displaystyle (x_{1},x_{2},x_{3})}.
Un primo cubo che può essere utile considerare è il cubo centrato nell'origine avente i vertici nei punti dati dalle terne riconducibili alla forma (±1,±1,±1); l'insieme dei suoi punti interni è esprimibile come
{\displaystyle \{(x_{1},x_{2},x_{3})\;|\;-1<x_{i}<1\ \forall i=1,2,3\}}
Un altro cubo che può risultare maneggevole è quello i cui vertici sono dati da terne binarie
{\displaystyle (b_{1},b_{2},b_{3})\quad {\mbox{con}}\quad b_{i}=0,1\quad {\mbox{per}}\quad i=1,2,3}
Questo ha come centro {\displaystyle (1/2,1/2,1/2)}.

## Parametri metrici
I parametri metrici del cubo con spigoli di lunghezza a sono i seguenti
| Lunghezza delle diagonali delle facce                                         | {\displaystyle \,{\sqrt {2}}\cdot a} |
| Lunghezza delle diagonali del cubo (segmenti che congiungono vertici opposti) | {\displaystyle \,{\sqrt {3}}\cdot a} |
| Distanza minima tra il centro e una faccia                                    | {\displaystyle \,a/2}                |
| Area della superficie totale                                                  | {\displaystyle \,6a^{2}}             |
| Volume                                                                        | {\displaystyle \,a^{3}}              |

### Rapporto volume/superficie

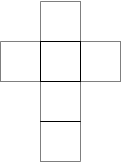
Sviluppo del cubo

Si nota che la costruzione di un cubo materiale utilizzando carta, cartone, fogli di metallo o altro per le 6 facce, ammesso che non si abbia alcuno spreco di materiale, porta al parallelepipedo con il maggiore rapporto fra volume e superficie totale.
La dimostrazione di questa proprietà di ottimalità richiede il calcolo infinitesimale.
Un analogo oggetto materiale costruito con facce rettangolari non tutte quadrate presenta un rapporto tra volume e superficie totale inferiore.

## Poliedro duale
Il poliedro duale del cubo è l'ottaedro regolare.

## Simmetrie

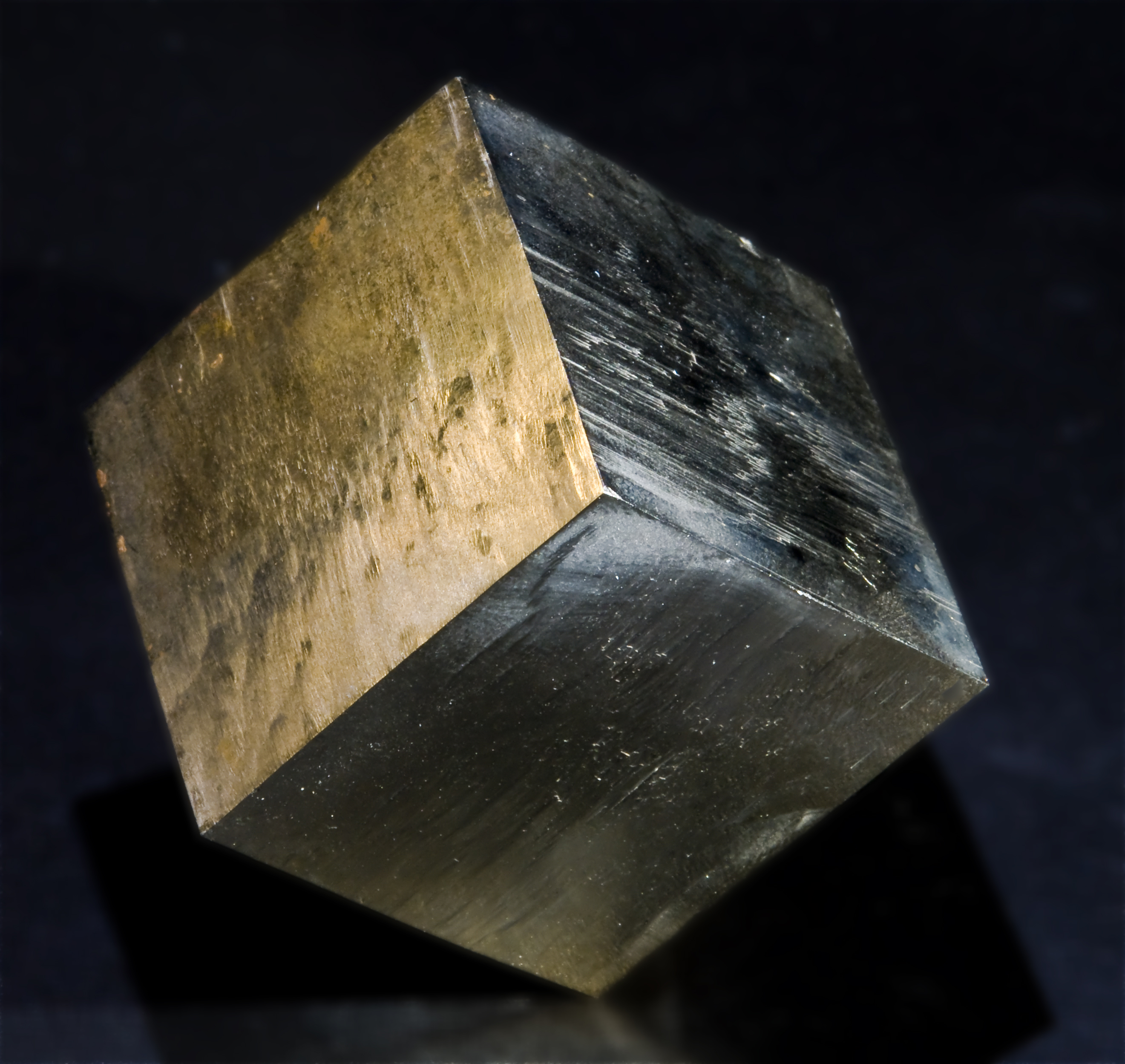
Cristallo cubico di pirite

Il cubo ha lo stesso tipo di simmetrie dell'ottaedro, suo duale. Ha 24 simmetrie rotazionali, cioè che preservano l'orientazione dello spazio, più altre 24 simmetrie che non la preservano. Il gruppo di simmetria del cubo consta quindi di un totale di 48 elementi.
Il sottogruppo dato dalle 24 rotazioni è isomorfo al gruppo {\displaystyle S_{4}} delle permutazioni di 4 elementi. Vi è infatti esattamente una rotazione che realizza ogni possibile permutazione delle 4 coppie di vertici opposti.
Il gruppo totale di simmetria è isomorfo al prodotto {\displaystyle S_{4}\times \mathbb {Z} /_{2\mathbb {Z} }} di {\displaystyle S_{4}} con un gruppo ciclico con 2 elementi.

## Relazioni con gli altri solidi platonici

### Tetraedri in un cubo

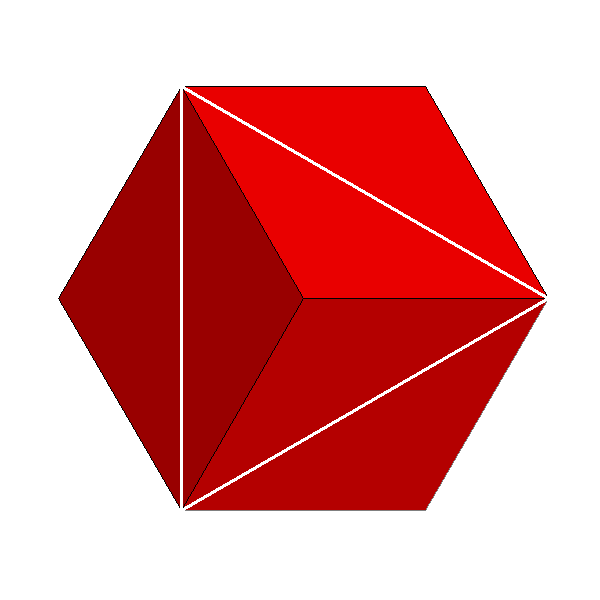
Tre spigoli di un tetraedro inscritto nel cubo, lati di una faccia triangolare.

In un cubo possono essere inscritti cinque tetraedri; al centro, tra i quattro tetraedri ai vertici, insiste esattamente un tetraedro perfettamente inscritto; i vertici di ciascuno dei quattro tetraedri esterni, sono 4 degli 8 vertici del cubo stesso. Gli 8 vertici del cubo possono essere infatti suddivisi in due insiemi: nella descrizione con numeri binari, i vertici con somma delle coordinate pari
{\displaystyle (0,0,0),(1,1,0),(1,0,1),(0,1,1)}
ed i vertici con somma delle coordinate dispari
{\displaystyle (1,0,0),(0,1,0),(0,0,1),(1,1,1).}
Ciascuna di queste quaterne individua un tetraedro, avente i vertici nella quaterna, ed i cui 6 spigoli sono diagonali delle 6 facce quadrate del cubo.

### Cubi in un dodecaedro

Applicazione di dodici pentagoni sugli spigoli di un cubo

In modo analogo si vede che in un dodecaedro si possono inscrivere 5 cubi ciascuno dei quali ha gli spigoli che sono diametri di una faccia pentagonale del dodecaedro.
Si osserva infatti che il dodecaedro ha 12 facce e che ogni faccia ha 5 diametri per un totale di 60 diametri superficiali, tutti della stessa lunghezza.
Questi diametri si possono ripartire in 5 classi di 12 diametri ciascuna: i cinque diametri di una faccia sono assegnati a classi diverse e ogni classe è formata da diametri provenienti dalle 12 diverse facce.
Ciascuna di queste classi costituisce l'insieme degli spigoli di un cubo inscritto nel dodecaedro.
Se si considera l'unione dei cinque cubi che si possono ottenere in questo modo da un dodecaedro dato, si ottiene un poliedro composto regolare, detto cinque cubi nel dodecaedro.

## Tassellazione dello spazio
Il cubo è il solo tra i solidi platonici che, con sue repliche, è in grado di riempire lo spazio con regolarità, cioè di fornire una tassellazione dello spazio. Godono della stessa proprietà anche i due solidi semiregolari, della stessa famiglia del cubo, il prisma triangolare regolare ed il prisma esagonale regolare, nonché il solido archimedeo detto dodecaedro rombico.

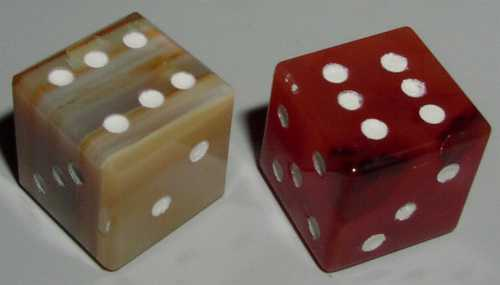
I dadi da gioco sono dei cubi.

## Altro
I comuni dadi da gioco a sei facce hanno forma cubica.
Costruendo un modello materiale di cubo che ha ogni spigolo costituito da un resistore da 1 ohm, la resistenza tra due vertici adiacenti è di 7/12 Ω, quella tra due vertici opposti di 5/6 Ω.
L'ipercubo o cubo {\displaystyle n}-dimensionale è una generalizzazione del cubo in dimensione {\displaystyle n} arbitraria.